# Павличенко, Александр Петрович
Александр Петрович Павличенко или Павлюченко (1912 — 27 декабря 1943) — пулемётчик 836-го стрелкового полка 240-й стрелковой дивизии 51-го стрелкового корпуса 38-й армии Воронежского фронта, красноармеец.

## Биография
Родился в 1912 году на хуторе Расофань ныне Марковского района Луганской области Украины (в другим данным — в селе Малая Локня ныне Суджанского района Курской области). Украинец. Воспитывался в детском доме. После окончания семилетки и курсов механизаторов работал шофёром в селе Просяное Марковского района.
В 1934—1936 годах и в 1939—1940 годах проходил действительную военную службу. В первые годы войны оказался на оккупированной немецкими войсками территории. 7 марта 1943 года, после освобождения Малой Локни советскими войсками, Суджанским районным военкоматом Курской области вновь призван в ряды Красной Армии. В боях Великой Отечественной войны с 1943 года. Воевал на Воронежском и 1-м Украинском фронтах. Отличился в битве за Днепр.
Во время форсирования реки Днепр первым переправился со своим пулемётом на правый берег, выдвинулся вперёд боевых порядков наступающей роты и начал в упор расстреливать контратакующих немцев, поддерживая наступающую роту.
4 октября 1943 года в бою за преодоление противотанкового двойного эскарпа, рискуя жизнью, подполз к противотанковому заграждению, уничтожил пулемётную точку противника и до 15 немцев, чем открыл путь советской наступающей пехоте.
6 октября 1943 года в бою за село Лютеж своим пулемётом уничтожил боевое охранение противника численностью до 10 человек, незаметно подполз к селу и с близкой дистанции открыл губительный огонь по немцам, уничтожил до 20 противников, чем посеял панику среди гарнизона противника, что позволило полностью его уничтожить.
Представление к награде за эти подвиги подписали командир 836-го стрелкового полка майор В. Н. Емелин и начальник штаба подполковник В. В. Ковтун.
Указом Президиума Верховного Совета СССР от 13 ноября 1943 года за мужество и отвагу, проявленные в бою при форсировании Днепра, красноармейцу Павличенко Александру Петровичу присвоено звание Героя Советского Союза с вручением ордена Ленина и медали «Золотая Звезда».
27 декабря 1943 года погиб в бою у села Новоселица Попельнянского района Житомирской области, где и похоронен в братской могиле.
Именем Павличенко А. П. названа школа и улица в селе Малая Локня Суджанского района Курской области, а также его имя высечено на стеле Героям-курянам на Красной площади города Курска.